# Heinrich Maier
Heinrich Maier  (n. 16 februarie 1908, Großweikersdorf - d. 22 martie 1945, Viena) a fost un preot romano-catolic austriac care a fost executat din ordinul lui Hitler pentru că era membru în mișcarea de rezistență anti-nazistă.